# Daytona SC
El Daytona SC es un equipo de fútbol de Estados Unidos que juega en la USL League Two, la cuarta división de fútbol del país.

## Historia
Fue fundado el 23 de enero de 2019 en la ciudad de Daytona Beach en el estado de Florida luego de que la ciudad recibiera por parte de la United Soccer League una franquicia para la recién creada USL League Two que tendría su temporada inaugural en 2019.
En su primera temporada el club terminó en tercer lugar de su división y no clasificó a los playoff.

## Temporadas
| Año  | División | Liga           | Temporada Regular | Playoffs     | US Open Cup  |
| ---- | -------- | -------------- | ----------------- | ------------ | ------------ |
| 2019 | 4        | USL League Two | 3.º, Southeast    | No clasificó | No participó |